# Cephalurus cephalus
Cephalurus cephalus – gatunek drapieżnej ryby chrzęstnoszkieletowej z rodziny Pentanchidae, jedyny przedstawiciel rodzaju Cephalurus.